# Rufino Jiao Santos
Rufino Jiao Santos (né le 26 août 1908 à Guagua dans la province Pampanga aux  Philippines, et mort le 3 septembre 1973 à Manille) est un cardinal philippin de l’Église catholique du XXe siècle, créé par le pape Jean XXIII.

## Biographie
Santos étudie  à Manille et à Rome. Il est notamment vice-chancelier de l’archidiocèse de Manille, surintendant de l’instruction religieuse et secrétaire financier-trésorier de l’archidiocèse de Manille. Pendant la Deuxième Guerre mondiale il est arrêté par les Japonais et condamné à la peine de mort en 1945. Il est libéré par les américains la veille de son exécution. Santos est nommé vicaire général de l’archidiocèse de Manille en juillet 1945. En 1947, il est nommé évêque titulaire de Barca (de) et évêque auxiliaire de Manille. En 1953, il est promu à l’archidiocèse de Manille.
Le pape Jean XXIII le crée cardinal lors du consistoire du 28 mars 1960. Il assiste  au Concile Vatican II (1962-1965) et participe au conclave de 1963  (élection de  Paul VI).